# Grotte de Tarté
La grotte de Tarté est une petite grotte à deux entrées située dans la commune de Cassagne, dans le département de la Haute-Garonne (région Occitanie, France). 
Elle a été occupée au Paléolithique supérieur : Moustérien, Châtelperronien, Aurignacien et Gravettien.

## Toponymie
Elle tire son nom du lieu-dit Tarté qui se trouve 500 m au nord, sur le territoire communal de Cassagne.

## Localisation
La grotte est à environ 80 km au sud de Toulouse, vers l'extrémité sud-ouest de la commune de Cassagne et à la pointe ouest de la commune de Marsoulas. Elle est en rive droite (côté est) du Lavin (affluent du Salat), une petite rivière qui coule vers le nord-ouest dans une vallée étroite aux environs de la grotte,.
La grotte de Marsoulas, autre site préhistorique, se trouve sur le même coteau à 500 m en amont (vers le sud-est - mais sur la commune de Marsoulas). L'abri de Téoulé, également un site préhistorique, est à moins de 500 m en aval, (nord-ouest).

## Description
La grotte s'est formée par infiltration d'eau dans une faille dans des calcaires contenant des algues et des foraminifères, provenant de la base des séries nummulitiques des Petites Pyrénées.
Son porche actuel est 10 m en arrière de sa position originelle, un recul dû à l'effondrement du toit de l'avant de la grotte. Jusqu'aux fouilles Begouën et Russell en 1931, la terrasse ainsi formée est jonchée de gros blocs de la toiture et du coteau au-dessus.
La grotte elle-même est peu profonde, d'une longueur maximale d'une douzaine de mètres pour une largeur maximale de huit mètres. Son développement est orienté vers le nord-est depuis l'entrée.

## Description et historique

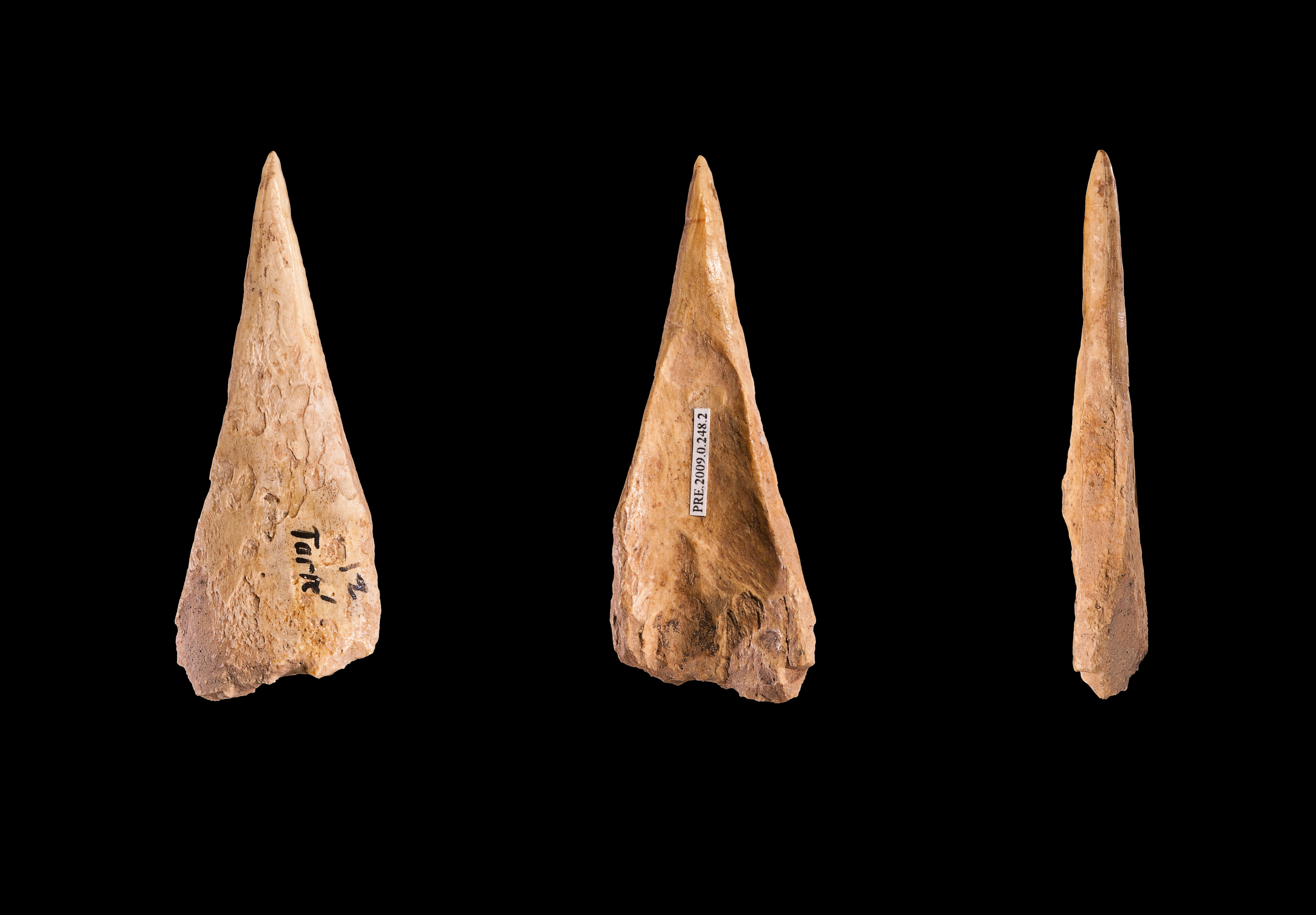
Poinçon en os du Gravettien - collection Émile Cartailhac - Muséum de Toulouse.

Malgré ses petites dimensions, elle est d'une grande richesse archéologique. 
En grande partie pillée à la fin du XIXe siècle, elle a cependant livré des vestiges moustériens, châtelperroniens, aurignaciens (lames aurignaciennes, grattoirs épais dits « de Tarté », sagaies à base fendue, grattoirs carénés) et gravettiens (pointes de la Gravette, burins de Noailles, lissoirs). 
De nombreux objets issus de la grotte ont été donnés au National Museum of Natural History de Washington aux États-Unis, et au Muséum de Toulouse.